# Поповка (приток Славянки)
Поповка — река, приток реки Славянки. Вытекает из болота рядом с д. Кондакопшино.
В долине реки Поповки находится геологические обнажения круто наклоненных палеозойских горных пород, местами даже собранных в небольшие складки. Своим постановлением от 29 марта 1976 года Леноблисполком принял решение о взятии под государственную охрану участка долины реки Поповки, где расположены обнажения (Список особо охраняемых природных территорий Санкт-Петербурга). Постановлением Правительства Санкт-Петербурга от 25.12.2013 N 1043 "О памятнике природы регионального значения «Долина реки Поповки» природный комплекс долины р. Поповки объявлен памятником природы регионального значения «Долина реки Поповки», а территория, занятая им, — особо охраняемой природной территорией регионального значения. В соответствии с Паспортом памятника природы задачами объявления комплекса памятником природы являются сохранение и восстановление ландшафтного и биологического разнообразия на территории Санкт-Петербурга, сохранение природного комплекса каньонообразной долины реки Поповки с обнажениями палеозойских горных пород; создание условий для развития экологического и культурного просвещения.
Протекая к югу от Павловска, эта река в среднем течении прорезала глубокий каньон. Местами её берега напоминают почти отвесные стены, высотой до 15 метров, сложенные из древних горных пород — главным образом песчаников и известняков.
Берега реки известны рядом геологических обнажений, где на дневную поверхность выведены отложения нижнего и среднего кембрия, нижнего и среднего ордовика, среднего девона и четвертичные образования. На правом берегу реки, под маломощным четвертич-ным покровом, в бортах долины и в русле реки видны выходы голубовато-серых глин. На левом берегу находится перевёрнутая глыба — ледниковый отторженец. В древних породах можно найти окаменевших животных: плеченогих и головоногих моллюсков, трилобитов, иглокожих и даже следы давно вымерших полипов. На крутых склонах и на террасах произрастают черёмуха, серая ольха, ивы. В пойме реки можно встретить чистяк весенний, ветреницу лютиковую, лютик кашубский.
Сейчас берега и частично каньон реки сильно окультурены, замусорены, частично заросли борщевиком Сосновского.
Территория болота, из которого вытекает река, находится в частной собственности и планируется к осушению и застройке малоэтажными многоквартирными домами в связи с планами строительства так называемого города-спутника «Южный».